# Kitselaid
Kitselaid är en ö utanför Estlands västkust. Den ligger i Varbla kommun i landskapet Pärnumaa, 130 km sydväst om huvudstaden Tallinn. Terrängen på ön är platt, högsta punkt är endast två meter ovan havsnivån. Öns area är 0,08 kvadratkilometer. Den ligger 300 meter utanför det estländska fastlandet och i den norra änden av Rigabukten. Den ingår i en grupp öar, bland annat ligger Pihelgalaid i sydväst och Selglaid i nordväst.
Inlandsklimat råder i trakten. Årsmedeltemperaturen i trakten är 6 °C. Den varmaste månaden är augusti, då medeltemperaturen är 17 °C, och den kallaste är januari, med −6 °C.